# Abt-Gebhard-Haus

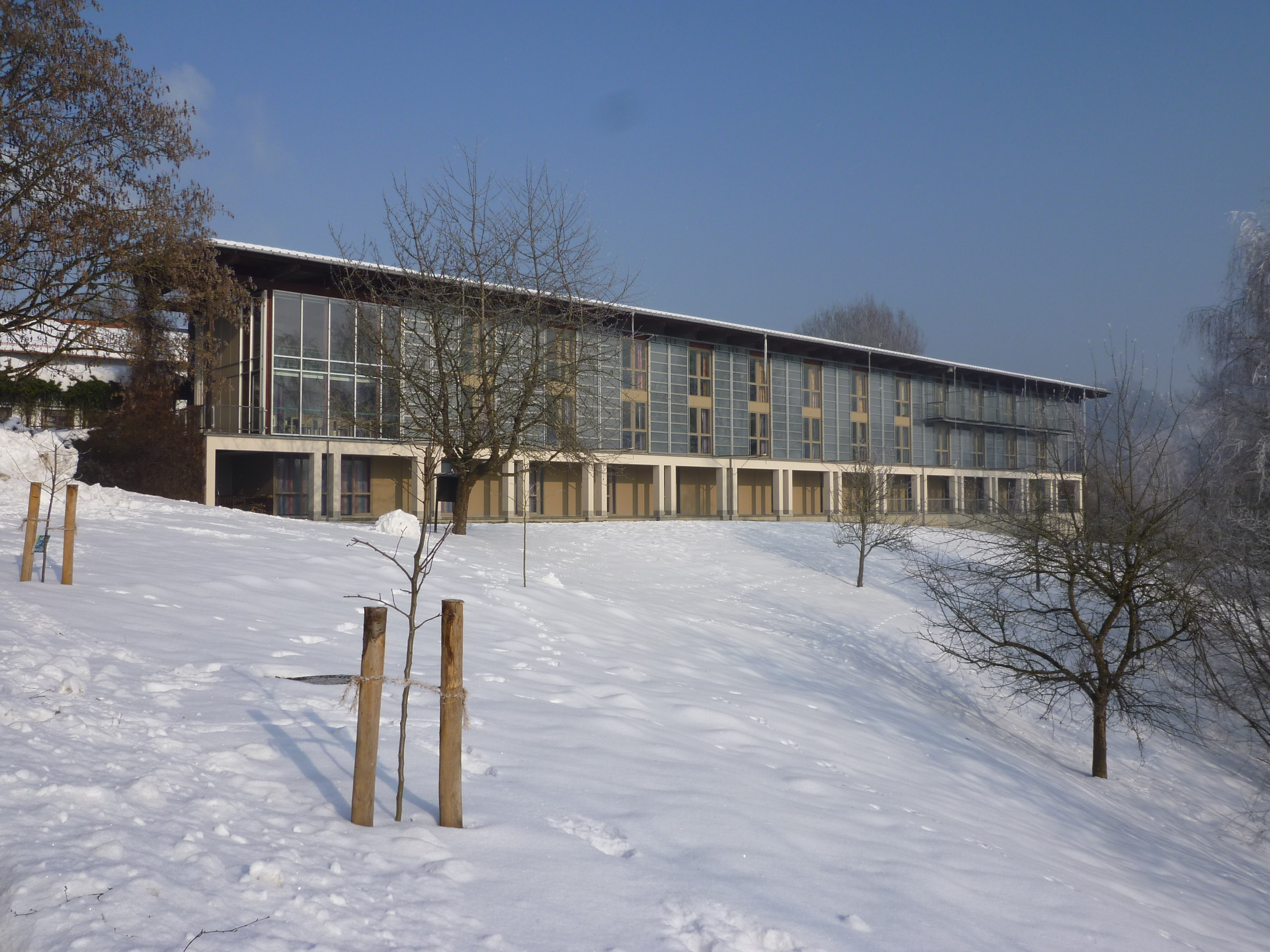
Südfassade

Das Abt-Gebhard-Haus des Klosters Windberg ist das Gästehaus der Jugendbildungsstätte Windberg im bayerischen Windberg in der Klostergasse 23.

## Geschichte und Nutzung
Das Gebäude wurde 1991 nach Plänen der Münchner Architekten Thomas Herzog und Peter Bonfig errichtet. Die Bauzeit war von 1987 bis 1991. Bereits ab Dezember 1990 wurde es genutzt und am 1. Mai 1991 offiziell eingeweiht. Das nach Pater Gebhard († 1191), dem ersten Abt des Klosters benannte Gästehaus ist ausgestattet mit Einzelzimmern, 2-Bett-Zimmern und Mehrbettzimmer mit insgesamt 100 Betten, aufgeteilt in 3 einzeln abschließbare Stockwerke. Die Nasszellen sind den Zimmern am selben Gang gegenüber zugeordnet. Die 6 Zimmer für Gruppenleiterinnen und Gruppenleiter (je Stockwerk 2) sind zusätzlich mit Nasszellen ausgestattet. An den Enden der Stockwerke befinden sich weitere Räume, die als Seminarräume genutzt werden. Entworfen wurde dieses Gebäude durch Thomas Herzog und Peter Bonfig. Landschaftsarchitektin Anneliese Latz zeichnete verantwortlich für die Gartenarchitektur und die Bauingenieure Natterer und Dittrich waren verantwortlich für das Tragwerk. Die Einrichtung stammt von Verena Herzog-Loibl. Die Ideen für das ursprüngliche Energiesystem stammen vom Fraunhofer-Institut für Solare Energiesysteme. Die Baukosten lagen bei 4,5 Mio. DM. Bauherr war die Prämonstratenserabtei Windberg (= Kloster Windberg). Fotografisch wurde das Bauwerk von den international tätigen Architekturfotografen Klaus Kinold, Dieter Leistner und Peter Bonfig dokumentiert.

## Architektur

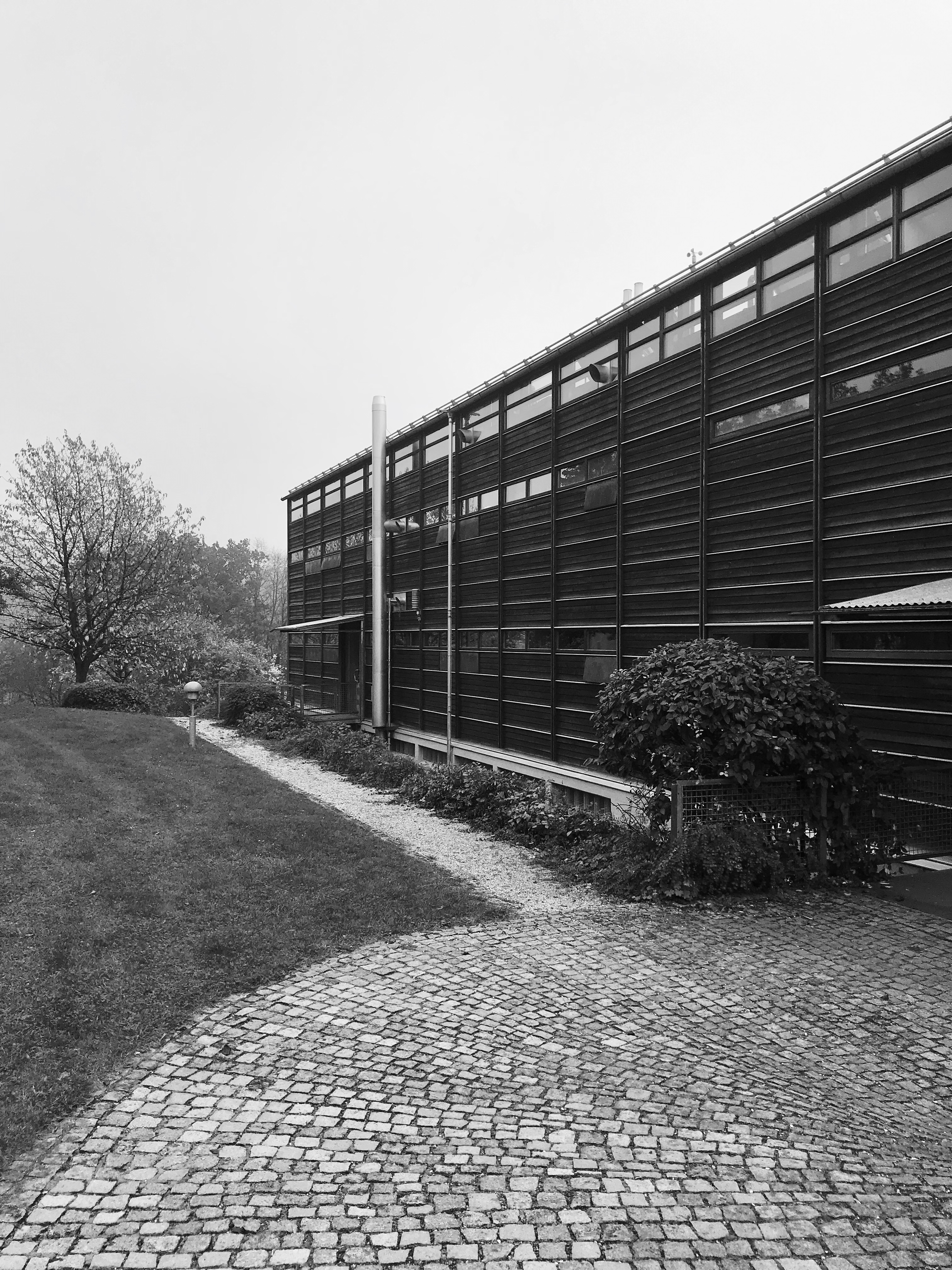
Nordfassade

Das Gästehaus für Jugendliche hält bewusst Abstand zur historischen Klosteranlage. Der längliche Baukörper betont die Topographie der Hangkante. Konstruktion und Gestalt basieren auf dem energetischen Grundkonzept. Neben dem geschichtlichen Bezug zum Ort wird dem Gebäude sein Bekenntnis zur technischen Kultur der Gegenwart nachgesagt.

## Energieversorgung
Wärme
Das Gästehaus wird beheizt mit einer transluzenten (lichtdurchlässigen) Wärmedämmung (TWD), die an der Südfassade des Gästehauses angebracht ist und im Winter bei sehr niedrigem Sonnenstand und starker Sonneneinstrahlung die südliche Außenmauer außen bis zu 80 Grad Celsius aufheizt. Zeitversetzt zum Abend erwärmt sich die Innenseite der Außenwand und erwärmt so die Schlafräume auf der Südseite des Hauses. Ein sehr langer Dachvorstand an der Südseite und Jalousien vor der TWD verhindern eine Überhitzung im Sommer.
Das Brauchwasser wird vor allem erwärmt mit Hilfe von thermischen Sonnenkollektoren, angebracht auf dem Dach des Gästehauses, die 3000 Liter Wasser erwärmen und speichern können. Die Sanitärräume (Nasszellen), die vor allem an der Nordseite des Gebäudes platziert sind und im Gegensatz zum Südteil in Holzbau ausgeführt wurden, werden mit nach innen strömender Außenluft beheizt. Diese Außenluft wir erwärmt in Wärmetauschern, wobei die warme feuchte Fortluft ihre Energie an die nach innen strömende trockene Luft abgibt. Zusätzliche Wärmeregister und Wärmepumpen ergänzen diese sehr nachhaltige Erwärmung.
Bis 2014 wurde die zusätzlich notwendige Heizenergie für die Raumerwärmung und das Brauchwasser über zwei Flüssiggasbrenner bereitgestellt. Seit 2014 ist das Abt-Gebhard-Haus, so wie alle weiteren Gebäude des Klosters Windberg, mit einer Nahwärmeleitung angeschlossen an das gemeindliche Hackschnitzel-Heizwerk, das sich in unmittelbarer Nähe zum Abt-Gebhard-Haus befindet. Die Flüssiggasbrenner wurden entfernt.
Stromversorgung
Bereits im Jahr 2000 installierte das Kloster auf Anregung des Förderkreises der Jugendbildungsstätte eine Fotovoltaikanlage mit 5 kwp auf dem Personalgebäude gegenüber dem Abt-Gebhard-Haus, dessen Energie bis 2021 in das allgemeine Stromnetz eingespeist wurde. Im Herbst 2023 wurde diese Anlage auf das gesamte Dach des Personalgebäudes wesentlich erweitert zum Eigenverbrauch und sorgt so für weiter bezahlbare Stromrechnungen in Jugendbildungsstätte und Kloster.
Die Energieversorgung des Abt-Gebhard-Gästehauses ist wichtiger – tatsächlich spürbarer – Bestandteil der „Bildung für nachhaltige Entwicklung (BNE)“, die von der Umweltstation der Jugendbildungsstätte des Klosters Windberg, zum überwiegenden Teil mit Schülern im Klassenverband durchgeführt wird.

## Preise
- 1991: BDA-Preis Bayern[8]
- 2000: Europäischer Dorferneuerungspreis[9]

## Belege
1. ↑  Jugendbildungsstätte Windberg | Seminarhaus | Übernachtung. Abgerufen am 29. März 2024.
2. 1 2  Solare Architektur. Abgerufen am 6. September 2021.
3. ↑  Jugendbildungsstätte Kloster Windberg DE 1991 – THOMAS HERZOG ARCHITEKTEN. Abgerufen am 30. November 2020 (deutsch).
4. 1 2  Jugendbildungsstätte in Windberg (1991). Zeitgemäss und doch zeitlos. 31. Oktober 2009, abgerufen am 5. September 2021 (deutsch).
5. ↑  Jugendbildungsstätte Windberg | Umweltstation | Chronik. Abgerufen am 29. März 2024.
6. ↑  Dier Laura, Schreiner Christian: Eisbären in Windberg; Beispiel einer Energieführung. In: http://www.jugendbildungsstaetten.de/wp-content/uploads/2014/08/Eisb%C3%A4ren-in-Windberg.pdf. Jugendbildungsstätte Windberg, 2023, abgerufen am 29. März 2024.
7. ↑  http://www.jugendbildungsstaetten.de/wp-content/uploads/2014/08/Eisb%C3%A4ren-in-Windberg.pdf
8. ↑  Gästehaus der Jugendbildungsstätte, Windberg. Bund Deutscher Architekten, abgerufen am 5. September 2021.
9. ↑  Europäischer Dorferneuerungspreis 2000 für Windberg in Niederbayern. Abgerufen am 6. September 2021.

Koordinaten: 48° 56′ 22,7″ N, 12° 44′ 53,2″ O